# Encephalartos princeps
Keják Encephalartos princeps je druh cykasu z čeledi zamiovité (Zamiaceae). Pochází z Jižní Afriky.

## Popis
Cykas střední velikosti, dorůstající výšky 4 m často ve shlucích několika rostlin. Barvou listů se řadí mezi tzv. modré cykasy. Je velmi podobný druhu Encephalartos lehmannii, je však robustnější.

## Rozšíření
Provincie Východní Kapsko v Jižní Africe. Roste v místech s mírnými až horkými léty a zimními mrazy.

## Ochrana
Jedná se o chráněnou rostlinu jejíž přežití je v přírodě ohroženo. Druh Encephalartos princeps je zapsán na hlavním seznamu CITES I, který kontroluje obchod s ohroženými druhy – jak s rostlinami, tak i jejich semeny.